# Keith Booth

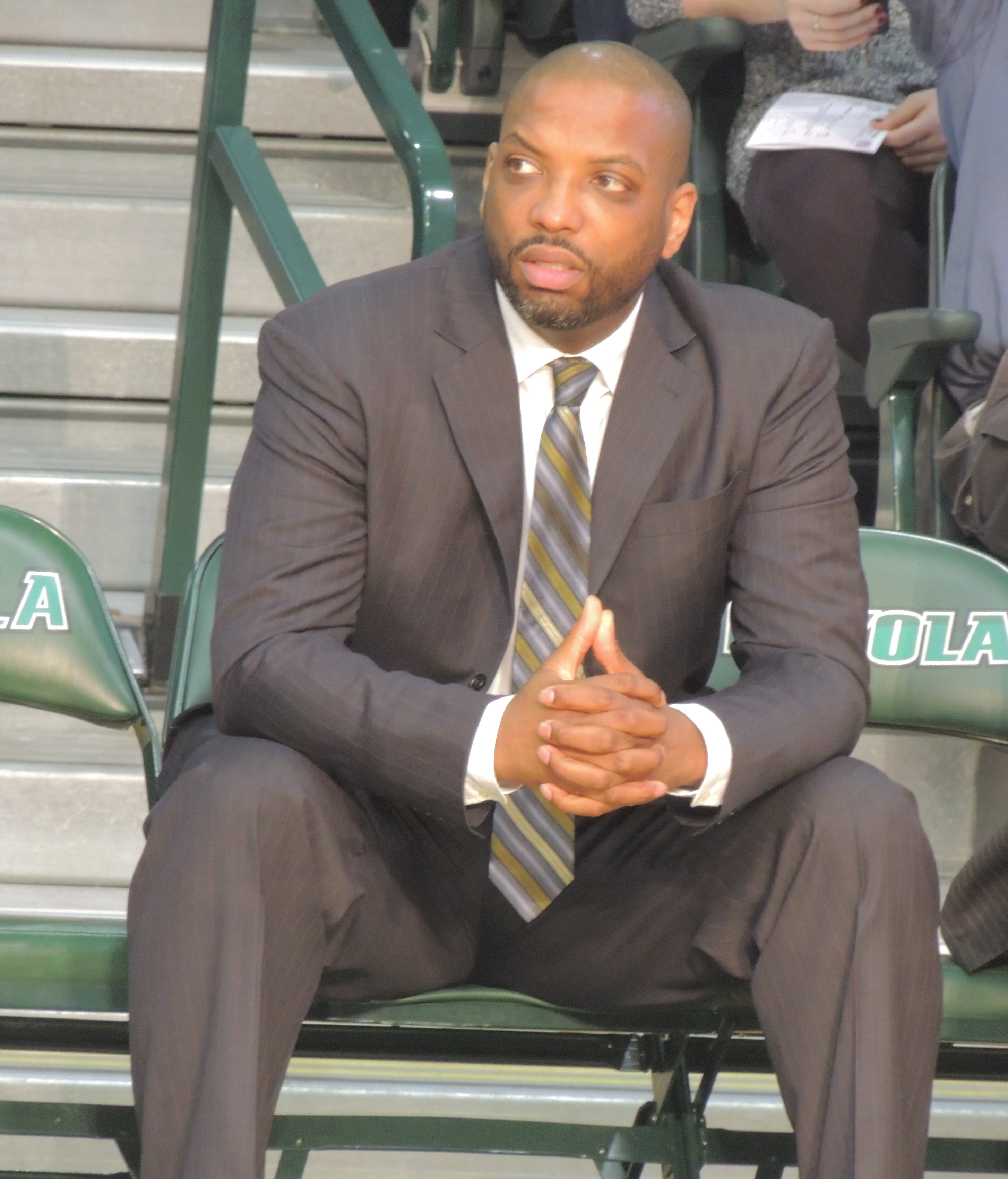
Keith Booth, 2017.

Keith Eugene Booth, född 9 oktober 1974 i Baltimore i Maryland, är en amerikansk baskettränare och före detta professionell basketspelare.
Han spelade som small forward och tillbringade två säsonger (1997–1999) i den nordamerikanska basketligan National Basketball Association (NBA), där han spelade för Chicago Bulls. Under sin NBA-karriär gjorde han 130 poäng (2,9 poäng per match); 39 assists samt 97 rebounds, räddningar från att bollen ska hamna i nätkorgen, på 45 grundspelsmatcher. Han spelade också i lägre basketligor i USA.
Booth draftades av Chicago Bulls i första rundan i 1997 års draft som 28:e spelare totalt.
Han var med och vinna Chicago Bulls sjätte NBA-mästerskap på 1990-talet.
Innan Booth blev proffs, studerade han vid University of Maryland och spelade basket för deras idrottsförening Maryland Terrapins.
Efter spelarkarriären återvände han till sitt gamla universitet och avlade kandidatexamen i kriminologi och kriminalpolitik. Booth blev dock kvar på universitet och var assisterande tränare för Terrapins basketlag mellan 2004 och 2011. Mellan 2011 och 2018 var han assisterande tränare för Loyola University Maryland och deras idrottsförening Loyola Greyhounds basketlag, först damlaget och sen herrlaget. Booth ledde basketlaget som representerade hans gamla high school Paul Laurence Dunbar High School mellan 2019 och 2020.